# Футбольная ассоциация Узбекистана
Футбо́льная ассоциа́ция Узбекиста́на, сокр. ФАУ (узб. Oʻzbekiston futbol assotsiatsiyasi / Ўзбекистон футбол ассоциацияси) — организация, осуществляющая контроль и управление футболом в Узбекистане. Занимается организацией и управлением сборных страны, поддержкой, развитием и популяризацией футбола на территории Узбекистана.
С момента своего основания в 1992 году, и до 25 января 2018 года называлась «Федерацией футбола Узбекистана» (узб. Oʻzbekiston futbol federatsiyasi / Ўзбекистон футбол федерацияси).
До 2009 года Федерация футбола Узбекистана контролировала весь футбол Узбекистана, включая сборные страны и Чемпионаты Узбекистана. Но в 2009 году в Узбекистане была создана ещё одна футбольная организация — Профессиональная футбольная лига Узбекистана (ПФЛ Узбекистана), которая начала управлять и контролировать Чемпионаты Узбекистана, оставляя Федерации футбола Узбекистана только контроль над сборными Узбекистана. В то же время, ПФЛ Узбекистана находится в подчинении Футбольной ассоциации Узбекистана.

## История
Футбольная ассоциация Узбекистана была организована в 1946 году как «Федерация футбола Узбекской ССР» — отделение Федерации футбола СССР. После обретения независимости Узбекистаном, в 1992 году была реорганизована в «Федерацию футбола Узбекистана». В 1994 году ФФУ была принята в ФИФА и АФК. Федерация имела возможность вступить в УЕФА, но эта идея была по неизвестным причинам отвергнута, и ФФУ вступила в АФК, став тем самым членом азиатской футбольной семьи.
Хотя Федерация футбола Узбекистана была принята в ФИФА и АФК в 1994 году, сборной Узбекистана разрешалось сыграть международные товарищеские матчи, проводимые под эгидой ФИФА с 1992 года. В 1997—2013 годах Федерация футбола Узбекистана входила в состав одной из субфедераций АФК — Федерации футбола Центральной и Южной Азии, объединявший в то время Федерации футбола стран Центральной и Южной Азии (в настоящее время данная субфедерация носит название Федерации футбола Южной Азии и объединяет только страны Южной Азии). Футбольная ассоциация Узбекистана с июня 2014 года входит в состав новой субфедерации АФК — Федерации футбола Центральной Азии, объединяющий федерации футбола Афганистана, Ирана, Кыргызстана, Таджикистана, Туркменистана и Узбекистана.
7 января 2013 года, на торжественной церемонии организованной ФИФА в швейцарском Цюрихе, Федерации футбола Узбекистана был вручён приз «Fair play» (приз за честную игру) от ФИФА. Причиной победы Федерации футбола Узбекистана в данной номинации стало минимальное количество жёлтых и красных карточек у игроков национальной сборной Узбекистана, которая заняла первое место по очкам Fair play среди представителей АФК.
25 января 2018 года в ходе внеочередной отчётно-выборной конференции ФФУ было принято решение о преобразовании Федерации футбола Узбекистана (ФФУ) на Футбольную ассоциацию Узбекистана (ФАУ). Новым президентом был избран Ачилбай Раматов.

## Руководство
Руководителем Футбольной ассоциации Узбекистана является президент. С 15 июля 2019 года президентом ФАУ является Абдусалам Азизов. Фактическим и исполнительным руководителем ассоциации является первый вице-президент, должность которого с июня 2019 года занимает Равшан Ирматов. Остальные вице-президенты: Мухиддин Джураев и Шоакрам Исраилов. Генеральный секретарь — Аваз Максумов.
Члены исполкома (на июль 2019): Абдусалам Азизов, Равшан Ирматов, Мухиддин Джураев, Шоакрам Исраилов, Абдуджаббар Абдувахидов, Дилмурад Набиев, Рустам Шаабдурахманов, Нариман Джалалов, Алишер Ходжаев, Бахтиёр Хакимов, Шухрат Джалилов, Джахонгир Усманов.
| Период       | Президент           |
| ------------ | ------------------- |
| 1992 — 1993  | Атхамбек Фазылбеков |
| 1993 — 1995  | Абдулхошим Муталов  |
| 1995 — 2005  | Закир Алматов       |
| 2006 — 2017  | Мираброр Усманов    |
| 2017 — 2018  | Умид Ахмаджанов     |
| 2018 — 2019  | Ачилбай Раматов     |
| 2019 — 2025  | Абдусалам Азизов    |
| 2025 — н. в. | Баходир Курбанов    |

## Региональные отделения
Футбольная ассоциация Узбекистана имеет 14 отделений в городе Ташкенте, Республике Каракалпакстан, а также в каждой области (вилояте) Узбекистана. Ниже представлен список данных отделений:
- Федерация футбола Андижанской области
- Федерация футбола Бухарской области
- Федерация футбола Джизакской области
- Федерация футбола Кашкадарьинской области
- Федерация футбола Навоийской области
- Федерация футбола Наманганской области
- Федерация футбола Самаркандской области
- Федерация футбола Сурхандарьинской области
- Федерация футбола Сырдарьинской области
- Федерация футбола Ташкентской области
- Федерация футбола Ферганской области
- Федерация футбола Хорезмской области
- Федерация футбола Республики Каракалпакстан
- Федерация футбола города Ташкента

## Награды
- Приз ФИФА «Fair play» (за честную игру): 2013

## Сборные
- Национальная сборная Узбекистана
- Олимпийская сборная Узбекистана
- Молодёжная сборная Узбекистана (до 23 лет)
- Молодёжная сборная Узбекистана (до 20 лет)
- Юношеская сборная Узбекистана
- Сборная Узбекистана среди ампутантов
- Женская национальная сборная Узбекистана
- Женская молодёжная сборная Узбекистана
- Женская юниорская сборная Узбекистана